# Tretocidaris
Tretocidaris is een geslacht van zee-egels uit de familie Echinoidea (zee-egels).

## Soorten
- Tretocidaris bartletti (A. Agassiz, 1880)
- Tretocidaris spinosa Mortensen, 1903